# Vriendenkransconcours
Het Vriendenkransconcours was een activiteit van de vereniging Vrienden van het Concertgebouw en het Koninklijk Concertgebouworkest, om jong talent een podium te bieden en hen een stimulerende prijs te geven.
In 1998 werd de naam van de prijs hernoemd naar Zilveren Vriendenkrans. In 2008 fuseerde het Vriendenkrans Concours met concertserie Het Debuut. Getalenteerde jonge musici kregen een coaching- en opleidingstraject van achttien maanden. De naam hiervan veranderde in 2012 als Dutch Classical Talent.

## Overzicht van winnaars van de Vriendenkrans

### 2000-2009
| Editie | Jaar | Winnaars |
| ------ | ---- | --- |
| 59     | 2008 | Duo Sax & Stix met Eva van Grinsven, saxofoon en Ramon Lormans, slagwerk Johannes Möller, gitaar |
| 58     | 2007 | Miriam Overlach, harp |
| 57     | 2006 | Szymon Marciniak, contrabas Nikolaas Kende, piano |
| 56     | 2005 | Lavinia Meijer, harp Duo Mariana Izman / Pieter-Jelle de Boer, piano/piano |
| 55     | 2004 | Ties Mellema, saxofoon Richard Flemming, piano Florian Just, bariton |
| 54     | 2003 | Duo Cecilia Bernardini/Mirsa Adami, viool/piano Matthijs Koene, panfluit |
| 53     | 2002 | Duo Rachel Mercer / Jelger Blanken, cello/piano Trio Suleika met Frederieke Saeijs, viool; Pepijn Meeuws, cello en Maurice Lammerts van Bueren, piano                                                              |
| 52     | 2001 | Céleste Zewald, klarinet Frederieke Saeijs, viool Mattijs van de Woerd, bariton |
| 51     | 2000 | Delos Ensemble met Lars Wouters van den Oudenweijer, klarinet, Hebe Mensinga, viool; Naomi Peters, viool; Annemijn den Herder, altviool; Evelien Prakke, cello; Claire Edwardes, slagwerk en Danielle Riegel, harp |

### 1990-1999
| Editie | Jaar | Winnaars |
| ------ | ---- | --- |
| 50     | 1999 | Krešimir Špicer, tenor Ingrid Geerlings, fluit Catherine Leonard, viool |
| 49     | 1998 | Cindy Albracht, viool Duo Niek van Oosterum/ Bas Verheijden, piano/piano |
| 48     | 1997 | Timora Rosler, cello Duo Valérie Guillorit/Jeroen Sarphati, zang/piano |
| 47     | 1996 | Eri Hayase, piano Reinaert Ensemble met Wouter Vossen, viool; Edith van Moergastel, altviool; Marc Vossen, cello en Marianne Boer, piano Saxofoonkwartet L'Imprévu met Karlijn Scheepers, sopraansaxofoon; Jantienke Gelderman, altsaxofoon; Casper Dik, tenorsaxofoon en Hans Kuijt, baritonsaxofoon |
| 46     | 1995 | Lenie de Meij, harp Jean-Pierre Cnoops, saxofoon David van Dijk, viool |
| 45     | 1994 | Marianne Boer, piano Duo Liesbeth Niesten / Hans Eijsackers, fluit/piano Duo Francien Schatborn/ Jeannette Koekkoek, altviool/piano |
| 44     | 1993 | Duo Johan van Iersel/ Jeroen Bal, cello/piano Duo Geert Smits / Hans Eijsackers, zang/piano Saxofoonkwartet Quadrophonia met Matthias Böyer, sopraansaxofoon; Jörg Kleideiter, altsaxofoon; Robert Wijnands, tenorsaxofoon en Simone Otto, baritonsaxofoon                                            |
| 43     | 1992 | Juditha Haeberlin, viool Duo Jeroen den Herder / Folke Nauta, cello/piano Isabel Lehmann, blokfluit |
| 42     | 1991 | Saskia Viersen, viool Duo Sieuwke van Berkum / Sebastian Huydts, saxofoon/piano Attacca Slagwerkensemble met Ruud Diederiks, Peter van Horik, Cor Links, Hans Raaymakers en Hans Verweij |
| 41     | 1990 | Ryoko Kondo, piano Syrinx Saxofoonkwartet met Sieuwke van Berkum (altsaxofoon), Ati Lust (sopraansaxofoon), Monique Udo (tenorsaxofoon) en Inge te Velde (baritonsaxofoon) |

### 1980-1989
| Editie | Jaar | Winnaars |
| ------ | ---- | --- |
| 40     | 1989 | Dimity Hall, viool Duo Irene Maessen / Jan Roelof Wolthuis, sopraan/piano Duo Pauline Oostenrijk / Dido Keuning, hobo/piano Ruxandra Vodá, sopraan |
| 39     | 1988 | Jeroen de Groot, viool Ivo Janssen, piano Marleen Asberg, viool                                                                                    |
| 38     | 1987 | Michel Dispa, cello Peter Prommel, marimba Trio Dante met Larissa Groeneveld, cello, Frank van de Laar, piano, en Hein Wiedijk, klarinet           |
| 37     | 1986 | Arno Bornkamp, saxofoon |
| 36     | 1985 | ? |
| 35     | 1984 | Susanne Mebes, gitaar Arielle Vernède, piano |
| 34     | 1983 | Marieke Schneemann, fluit |
| 33     | 1982 | ? |
| 32     | 1981 | Astrid in 't Veld, accordeon Peter Bree, hobo Maaike Gerlsma, saxofoon Leo van Doeselaar, orgel                                                    |
| 31     | 1980 | Ann Morgan, mezzosopraan Lodewijk Collette, piano                                                                                                  |

### 1970-1979
| Editie | Jaar | Winnaars |
| ------ | ---- | --- |
| 30     | 1979 | Herman Jeurissen, hoorn Paul Prenen, piano |
| 29     | 1978 | Jorine Samson, sopraan Bert Maas, gitaar Arthur Mahler, hobo Mia Dreese, dwarsfluit Dieuwke Aalbers, sopraan Hans de Weerd, gitaar Hein Meens, tenor |
| 28     | 1977 | Erika Waardenburg, harp Angela Schouten en Henk Ekkel, pianoduo Marinus Hintzbergen, klarinet                                                        |
| 27     | 1976 | Odilia Vermeulen, sopraan Charlotte Bon, viool Radboud Oomens, viool                                                                                 |
| 26     | 1975 | Carolyn Watkinson, mezzosopraan Hans Wijnberg, viool Wim Spruijt, gitaar                                                                             |
| 25     | 1974 | Miny Dekkers, klassiek accordeon Herman Hopman, trompet Daan Admiraal, hobo                                                                          |
| 24     | 1973 | Cecilia Oomes, fluit Tamara Pospiszyl, piano |
| 23     | 1972 | Andreia van Schaick, piano Robert Holl, bas Toshiaki Morita, klarinet                                                                                |
| 22     | 1971 | Bernard Winsemius, orgel Ans Hermans, blokfluit Kees Boeke, blokfluit Walter van Hauwe, blokfluit                                                    |
| 21     | 1970 | ? |

### 1960-1969
| Editie | Jaar | Winnaars                                                                                         |
| ------ | ---- | ------------------------------------------------------------------------------------------------ |
| 20     | 1969 | Frank van Koten, hobo Bengt Widlund, cello                                                       |
| 19     | 1968 | Rinze van der Baan, fluit Gerrit Oldeman, altviool Antoine Oomen, piano                          |
| 18     | 1967 | Johan Kracht, viool Jaap Prinsen, hoorn Wim Petersma, piano                                      |
| 17     | 1966 | Jet Röling, piano Rudolf Jansen, piano John Helstone, viool                                      |
| 16     | 1965 | Werner Herbers, hobo Stanley Hoogland, piano Gerard Hettema, viool George Pieterson, klarinet    |
| 15     | 1964 | Elly Baghuis, blokfluit Jeanette van Wingerden, blokfluit Bart Berman, piano Willem Brons, piano |
| 14     | 1963 | Jaring Walta, viool                                                                              |
| 13     | 1962 | Meinard Kraak, bariton Han de Vries, hobo Marijke Verberne, cello                                |
| 12     | 1961 | ?                                                                                                |
| 11     | 1960 | Rena Scholtens, viool Polo de Haas, piano Heinz Friesen, hobo                                    |

### 1949-1959
| Editie | Jaar | Winnaars                                                                                         |
| ------ | ---- | ------------------------------------------------------------------------------------------------ |
| 10     | 1959 | Ida Busch, viool Mariëtta Vogel, viool Joop Stokkermans, piano                                   |
| 9      | 1958 | ?                                                                                                |
| 8      | 1957 | René Rakier, piano Thom Bollen, piano Johan Jansonius, piano                                     |
| 7      | 1956 | ?                                                                                                |
| 6      | 1955 | Anner Bijlsma, cello Hans Dercksen, piano                                                        |
| 5      | 1954 | Madeline Menten, fluit Jacques Holtman, viool Jacques Hendriks, piano                            |
| 4      | 1953 | Jeannelotte Hertzberger, viool Jo Rammers, sopraan Leo Driehuys, hobo Trudelies Leonhardt, piano |
| 3      | 1952 | Janine van Mever, piano Jean Louis Stuurop, viool Willem van Overeem, piano                      |
| 2      | 1951 | Toos Onderdenwijngaard, piano Wim Stenz, viool                                                   |
| 1      | 1949 | Gérard van Blerk, piano Theo Bruins, piano Bouw Lemkes, viool                                    |